# Baronía de Gritzena
La Baronía de Gritzena o Gritsena fue un feudo medieval franco del Principado de Acaya, ubicado en el este de Mesenia, en la península del Peloponeso en Grecia, y con capital en el asentamiento de Gritzena (en griego: Γρίτζενα/Γρίτσενα; francés: La Grite).

## Historia
La Baronía de Gritzena fue establecida alrededor de 1209, después de la conquista del Peloponeso por los cruzados, y fue una de las doce baronías originales dentro del Principado de Acaya. Las diferentes versiones de la Crónica de Morea mencionan que la baronía comprendía cuatro feudos, y se encontraba en la región de Lakkoi (la llanura alta de Mesenia, entre Kalamata y Eskorta), bajo un tal Lucas (Λούκας), del cual se conoce muy poco.
La Baronía de Gritzena es poco conocida. Permaneció en un remanso de paz hasta los ataques bizantinos de la década de 1260, y no hay evidencia de un castillo que se construyera allí por lo que es imposible establecer su ubicación exacta. La baronía re-aparece únicamente alrededor de 1275, cuando fue controlado por Godofredo de Dournay, que posiblemente lo había recibido como compensación por la pérdida de su Baronía de Kalávrita ante los griegos bizantinos de Mistrá. Luego desaparece de nuevo de las fuentes junto con la familia de Dournay, a finales del siglo XIII.